# Форносовское городское поселение
Форно́совское городско́е поселе́ние — муниципальное образование в Тосненском районе Ленинградской области.
Административный центр — посёлок Форносово.

## Географическое положение
Форносовское городское поселение расположено в северо-западной части Тосненского района.
Граничит:
- на севере — с Красноборским городским поселением и Фёдоровским городским поселением
- на северо-востоке — с Ульяновским городским поселением
- на востоке —  с Тосненским городским поселением
- на юге —  с Лисинским сельским поселением
- на западе —  с Гатчинским муниципальным округом Ленинградской области.

По территории поселения проходят автодороги:
- М11 (Скоростная автомобильная дорога Москва — Санкт-Петербург)
- А120 (Санкт-Петербургское южное полукольцо)
- 41К-170 (Поги — Новолисино)
- 41К-176 (Павловск — Косые Мосты)
- 41К-851 (подъезд к дер. Новолисино)
- 41К-860 (Поги — Рынделево)
- 41К-861 (Новая — Рамболово)

Расстояние от административного центра поселения до районного центра — 26 км.

## История
Форносовское городское поселение образовано 1 января 2006 года в соответствии с областным законом № 116-оз от 22 декабря 2004 года «Об установлении границ и наделении соответствующим статусом муниципального образования Тосненский муниципальный район и муниципальных образований в его составе». В его состав вошли посёлок Форносово, части Фёдоровской и упразднённой Новолисинской волостей.

## Население
| 2006  | 2010  | 2011  | 2012  | 2013  | 2014  | 2015  |
| ----- | ----- | ----- | ----- | ----- | ----- | ----- |
| 4900  | ↗6710 | ↗6730 | ↗6796 | ↘6765 | ↘6751 | ↘6739 |
| 2016  | 2017  | 2018  | 2019  | 2020  | 2021  | 2023  |
| ↘6664 | ↘6601 | ↘6540 | ↘6459 | ↘6411 | ↘5047 | ↘4979 |
| 2024  | 2025  |       |       |       |       |       |
| ↘4913 | ↘4885 |       |       |       |       |       |

## Состав
В состав городского поселения входят 10 населённых пунктов:
| №  | Населённый пункт | Тип населённого пункта                    | Население    |
| -- | ---------------- | ----------------------------------------- | ------------ |
| 1  | Кайболово        | деревня                                   | ↗2 (2017)    |
| 2  | Куньголово       | деревня                                   | ↘1 (2017)    |
| 3  | Мыза             | деревня                                   | →0 (2017)    |
| 4  | Новая            | деревня                                   | ↘6 (2017)    |
| 5  | Новолисино       | деревня                                   | ↘28 (2017)   |
| 6  | Поги             | деревня                                   | ↗209 (2017)  |
| 7  | Рамболово        | деревня                                   | →10 (2017)   |
| 8  | Рынделево        | деревня                                   | ↘8 (2017)    |
| 9  | Форносово        | городской посёлок, административный центр | ↘4566 (2025) |
| 10 | Шумба            | деревня                                   | →8 (2017)    |